# Enzo Maresca
Enzo Maresca (pronunție în italiană [ˈɛntso maˈreska]; n. 10 februarie 1980, Pontecagnano Faiano, Campania, Italia) este un antrenor de fotbal și fost jucător italian. În prezent, este antrenorul lui Chelsea în Premier League.
După ce și-a început cariera la West Bromwich Albion în 1998, a continuat să joace la mai multe cluburi din țara sa, inclusiv Juventus, care l-a împrumutat de două ori pe durata contractului și cu care a câștigat titlul de ligă în 2002. După ce a fost eliberat în 2004, a jucat un sezon la Fiorentina. Și-a reluat apoi cariera în La Liga cu Sevilla (unde a rămas timp de patru ani) și Málaga, apărând în 134 de meciuri și marcând 17 goluri în competiție, după ce a câștigat cinci titluri majore cu Sevilla. Între cele două perioade în Spania, a petrecut și un an în Grecia cu Olympiacos. În 2012, s-a întors în Italia, unde a jucat până la retragere în 2017, însumând 140 de apariții și 17 goluri în Serie A.
Maresca a reprezentat Italia la categoriile de tineret, inclusiv echipa sub-21, dar nu a fost niciodată selecționat de echipa de seniori.

## Cariera de jucător
Născut în Pontecagnano Faiano, provincia Salerno, Maresca a început să joace fotbal la vârsta de 11 ani cu AC Milan și sa alăturat lui Cagliari după trei ani.
Și-a început cariera profesională cu clubul englez West Bromwich Albion, în ciuda faptului că „nu cunoaște limba engleză”. Și-a făcut debutul într-o înfrângere cu 2-0 pe teren propriu împotriva lui Bradford City pe 20 septembrie 1998 și a jucat două sezoane incomplete cu clubul englez din Football League First Division.

### Juventus
În ianuarie 2000, Maresca s-a mutat înapoi în Italia și s-a alăturat lui Juventus într-un transfer în valoare de 4,3 milioane de lire sterline, o vânzare record pentru Albion la acea vreme. A jucat într-un meci din Serie A înainte de sfârșitul sezonului.

### Fiorentina
În vara lui 2004, Fiorentina l-a semnat pe Maresca împreună cu Fabrizio Miccoli și Giorgio Chiellini pentru 13 € milioane, Juventus deținând jumătate din drepturile jucătorilor. Și-a făcut debutul oficial pe 12 septembrie, jucând 60 de minute într-o înfrângere cu 0-1 în deplasare cu Roma.

### Sevilla
Pe 16 iulie 2005, Maresca s-a transferat la Sevilla pentru suma de 2,5 milioane de euro pe un contract de patru ani. În primul său sezon în La Liga, a jucat 29 de meciuri și a marcat opt goluri. A jucat unsprezece meciuri și a marcat trei goluri în campania victorioasă a echipei în Cupa UEFA. Aceasta a inclus marcarea de două ori în finala împotriva lui Middlesbrough (4–0), în care a fost numit și omul meciului. Maresca a donat 10.000 de euro din premii spitalului San Juan de Dios din Sevilla. A reușit să înscrie un gol din penalty în ultimele minute, după ce a ieșit de pe bancă, pentru a câștiga cu 3-0 în fața Barcelonei în Supercupa Europei din 2006.

### Olympiacos
Pe 13 iulie 2009, Maresca s-a transferat la clubul grec Olympiacos într-un contract de trei ani. A marcat la debutul său în Superliga Greciei, o victorie cu 2–0 la AEL Larissa și a apărut în mod regulat în sezonul 2009–10, când clubul din Pireu a terminat pe locul doi.

### Málaga
După ce și-a reziliat contractul cu Olympiacos în august 2010, Maresca s-a antrenat cu fosta sa echipă Fiorentina pentru a-și menține starea de fitness. La 7 decembrie, a fost anunțat că a purtat discuții cu Málaga; după ce a fost supus unui control medical, a semnat cu andaluzii până în iunie 2012. Maresca și-a făcut debutul în ligă pentru noua sa echipă pe 8 ianuarie 2011, jucând 57 de minute într-o remiză 1–1 pe teren propriu împotriva Athletic Bilbao. Pe 7 mai, a contribuit cu un gol la succesul echipei cu 3-0 la Atlético Madrid.

### Revenirea în Italia
Pe 2 iulie 2012, întrucât contractul său era pe cale să expire, Maresca a semnat un nou contract pe un an cu Málaga; la 30 august, însă, s-a întors în țara sa după șapte ani, semnând gratuit cu Sampdoria.
Maresca a marcat al doilea gol al sezonului printr-o foarfecă, dar într-o înfrângere cu 1–2 pe teren propriu cu Atalanta pe 4 noiembrie 2012. În ianuarie 2014, după ce a jucat rar în prima jumătate a noului sezon, a convenit să se întoarcă în Serie B și sa alăturat liderilor ligii Palermo, care aveau nevoie de un creator de joc. După ce a contribuit la cucerirea campionatului echipei, pe 15 septembrie 2014 a suferit o operație de apendicită acută iar în ianuarie următor a semnat o prelungire a contractului pentru a-l menține la club până în 2016.
Pe 13 ianuarie 2017, Maresca și-a reziliat contractul cu Verona. La 10 februarie, când a împlinit 37 de ani, și-a anunțat retragerea prin intermediul profilului personal de Instagram, după o carieră fotbalistică care a durat aproape douăzeci de ani.

## Cariera de antrenor
Pe 1 iunie 2017, Maresca a fost dezvăluit ca parte a staff-ului clubului Ascoli din Serie B pentru sezonul următor. Deoarece nu avea insignele de antrenor necesare până la momentul angajării, a fost numit oficial ca asistent al noului antrenor principal Fulvio Fiorin, fost manager de tineret și cercetător pentru Milano.
În august 2020, a fost angajat de Manchester City ca antrenor al academiei.

### Parma
După ce a câștigat titlul în Premier League 2 cu academia lui Manchester City, pe 27 mai 2021 a fost angajat ca noul antrenor principal al Parmei, care a jucat în Serie B în sezonul 2021-22. Maresca nu a reușit să conducă Parma pe locurile de promovare, fiind în cele din urmă demis pe 23 noiembrie 2021.

### Leicester City

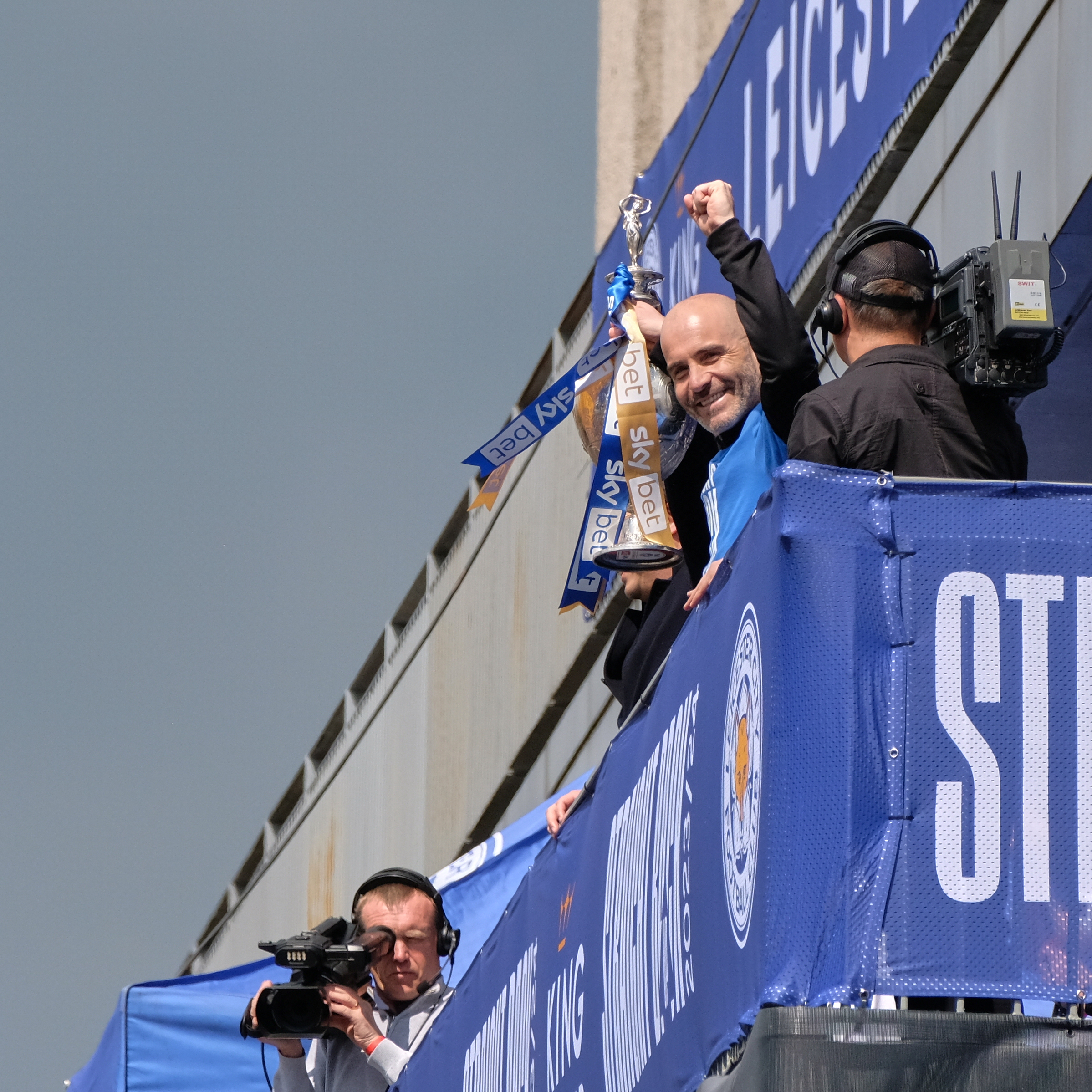
Maresca ridică trofeul de campioană cu Leicester în 2024

Pe 16 iunie 2023, Maresca a fost numit antrenorul lui Leicester City, după ce a semnat un contract de trei ani cu clubul englez nou retrogradat. Și-a petrecut primele două luni locuind la baza de antrenament a clubului. Primul său meci la conducere a fost un derby M69 pe 6 august 2023 împotriva lui Coventry City, care s-a încheiat cu o victorie cu 2-1 pentru Leicester. După ce a început sezonul cu un record de victorii de 100% în primele patru meciuri din campionat, Maresca a fost desemnat antrenorul lunii din campionatul EFL în august. În octombrie, a câștigat premiul pentru a doua oară, după ce a condus Leicesterul la un alt record perfect, obținând șase victorii și 15 goluri în șase meciuri. În decembrie, a câștigat premiul pentru a treia oară, după ce l-a determinat pe Leicester să încheie anul calendaristic în fruntea clasamentului, obținând șase victorii și 18 goluri în șapte meciuri. Leicester și-a asigurat promovarea înapoi în Premier League pe 26 aprilie 2024, devenind campioană pe 29 aprilie după o victorie cu 3-0 în deplasare împotriva lui Preston North End. A fost desemnat din nou cu premiul de antrenorul lunii din EFL în aprilie, al patrulea în sezon, după ce a obținut 15 puncte în șapte meciuri.

### Chelsea
Pe 3 iunie 2024, clubul din Premier League Chelsea a anunțat că Maresca se va alătura ca antrenor principal pe 1 iulie 2024, semnând un contract pe cinci ani cu opțiune de prelungire pentru încă un an.

## Titluri

### Jucător
Juventus
- Seria A : 2001–02
- Supercoppa Italiana : 2003

Sevilla
- Copa del Rey : 2006–07
- Supercopa Spaniei : 2007
- Cupa UEFA : 2005–06, 2006–07
- Supercupa Europei UEFA : 2006

Palermo
- Serie B : 2013–14

### Antrenor
Manchester City Sub-23
- Premier League 2 : 2020–21

Leicester City
- EFL Championship: 2023–24[37]

Individual
- Antrenorul lunii din EFL : august 2023,[33] octombrie 2023,[34] decembrie 2023,[35] aprilie 2024[38]